# 2 avril dans les chemins de fer
2 mars 2 mai
Chronologies thématiques
- Croisades
- Sports
- Disney

Cette page concerne les événements qui se sont déroulés un 2 avril dans les chemins de fer.

## Événements

### XXesiècle
- 1903. France : ouverture de la dernière section de la ligne 2 du métro de Paris, Bagnolet - Nation.